# Ruslan Baltijev
Ruslan Baltijev (kazakiska: Рұслан Tahipoвiч Балтиев, Ruslan Tahirovitj Baltijev, ryska: Руслан Тахирович Балтиев, Ruslan Tachirovitj Baltijev), född 16 september 1978 i Alma-Ata, är en kazakisk (uigur) tidigare fotbollsspelare (mittfältare) som år 2012 avslutade sin aktiva karriär i Premjer Ligasy-klubben FK Kajrat. Han har även spelat för Kazakstans landslag och har rekordet för flest gjorda mål i landslaget, tretton stycken.

## Karriär

### Klubbkarriär
Baltijev inledde sin karriär i den kazakiska klubben Zjetysu år 1996. Strax därefter flyttade han till Kajrat Almaty, där han debuterade vid 18 års ålder. Under samma år gjorde han sin debut i Kazakstans herrlandslag i fotboll. Efter att ha spelat fyra säsonger i den inhemska ligan flyttade han till den ryska klubben Sokol Saratov i Saratov. I Ryska Premier League-klubben spelade Baltijev under två säsonger men efter att klubben flyttats ned från högstaligan 2002 valde han att flytta till Moskvaklubben FK Dynamo Moskva. I Dynamo blev han en nyckelspelare och spelade samtliga matcher i ligan säsongen 2003 då klubben lyckades nå en sjätteplats i ligan. Efter den framgångsrika säsongen i Dynamo flyttade Baltijev till FK Moskva, som också spelade i Ryska Premier League. Han tillbringade två säsonger i klubben men lyckades aldrig ta en fast plats i lagets startelva och efter säsongen 2006 flyttade han tillbaka till Kazakstan för att spela för ett av Premjer Ligasys starkaste lag, Tobol Kostanaj.
Baltijev blev snabbt en av de bästa spelarna i både klubben och ligan och han var med när klubben blev tvåa i den inhemska ligan både säsongen 2007 och 2008. Efter framgångarna i Tobol flyttade han i december 2009 till ryska Zjemtjuzjina-Sotji som då spelade i den ryska förstadivisionen. Baltijev spelade en säsong i klubben innan han bröt kontraktet år 2011. Han flyttade då tillbaka till sin moderklubb Kajrat Almaty. Under sin sista tid i Kajrat spelade han 22 matcher och gjorde två mål. Den 1 januari 2013 lade han officiellt av med sin aktiva fotbollskarriär.

### Internationell karriär
Den 2 september 1997 debuterade Baltijev för Kazakstan i en match mot Kina. 20 september samma år gjorde han sitt första landslagsmål i en match mot Uzbekistan. 10 december 2000 gjorde han två mål i en landskamp mot Förenade Arabemiraten.
I januari 2010 meddelade Baltijev att han skulle sluta spela för landslaget. Baltijev spelade i landslaget under 12 år och gjorde under den tiden 73 landskamper och 13 mål. När han slutade hade han både spelat flest landskamper och gjort flest mål för det kazakstanska landslaget. Det förstnämnda rekordet har senare övertagits av Samat Smakov.

## Privatliv
Baltijev föddes i staden Almaty (då Alma-Ata) i Kazakiska SSR 1978. Baltijevs far tillhörde den etniska minoriteten uigurer i Kazakstan, medan hans mor kom från Ryssland. Baltijev talar både kazakiska och ryska och han talar även lite uiguriska.

## Prestationer
Kyzylzjar
Tvåa
- Premjer Ligasy: 2000
- Kazakiska cupen: 1999/2000

Tobol Kostanaj
Vinnare
- Kazakiska cupen: 2007

Tvåa
- Premjer Ligasy (2): 2007, 2008

### Internationella mål
| Nr  | Datum             | Plats                                                  | Motstånd              | Mål | Resultat | Tävling       |
| --- | ----------------- | ------------------------------------------------------ | --------------------- | --- | -------- | ------------- |
| 1.  | 20 september 1997 | Centralstadion, Almaty, Kazakstan                      | Uzbekistan            | 1-1 | Oavgjort | VM 1998 kval  |
| 2.  | 10 december 2000  | Sheikh Zayed-stadion, Abu Dhabi, Förenade Arabemiraten | Förenade arabemiraten | 5-2 | Förlust  | Vänskapsmatch |
| 3.  | 10 december 2000  | Sheikh Zayed-stadion, Abu Dhabi, Förenade Arabemiraten | Förenade arabemiraten | 5-2 | Förlust  | Vänskapsmatch |
| 4.  | 12 april 2001     | Al-Shaab, Bagdad, Irak                                 | Nepal                 | 0-6 | Vinst    | VM 2002 kval  |
| 5.  | 16 april 2001     | Al-Shaab, Bagdad, Irak                                 | Irak                  | 1-1 | Oavgjort | VM 2002 kval  |
| 6.  | 21 april 2001     | Centralstadion, Almaty, Kazakstan                      | Nepal                 | 4-0 | Vinst    | VM 2002 kval  |
| 7.  | 17 november 2004  | Karaiskakis-stadion, Pireus, Grekland                  | Grekland              | 3-1 | Förlust  | VM 2006 kval  |
| 8.  | 2 juli 2006       | Centralstadion, Almaty, Kazakstan                      | Tadzjikistan          | 4-1 | Vinst    | Vänskapsmatch |
| 9.  | 2 juni 2007       | Centralstadion, Almaty, Kazakstan                      | Armenien              | 1-2 | Förlust  | EM 2008 kval  |
| 10. | 6 juni 2007       | Centralstadion, Almaty, Kazakstan                      | Azerbajdzjan          | 1-1 | Oavgjort | EM 2008 kval  |
| 11. | 11 februari 2009  | Atatürk-stadion, Antalya, Turkiet                      | Estland               | 2-0 | Vinst    | Vänskapsmatch |
| 12. | 11 februari 2009  | Atatürk-stadion, Antalya, Turkiet                      | Estland               | 2-0 | Vinst    | Vänskapsmatch |
| 13. | 9 september 2009  | Estadi Comunal, Andorra la Vella, Andorra              | Andorra               | 3-1 | Vinst    | VM 2010 kval  |